# Gr8 story
『gr8 story』（グレイト･ストーリー）は、SuGのメジャーデビューシングルである。

## 概要
SuGメジャーデビューシングル。キャッチコピーは“「自分らしく自分裏切れ!」未知なる道へ紡ぐ最強ストーリー”。このシングルからアレンジャーにTom-H@ck（武瑠出演の映画「BEATROCK☆LOVE」で武瑠ソロ曲のアレンジを担当）が加わる。
『gr8 story』はアニメ「家庭教師ヒットマンREBORN!」の15thエンディングテーマ。アニメタイアップはこの曲が初となる。
初回限定盤と通常盤の２形態に加え、ジャケットや特典内容が「家庭教師ヒットマンREBORN!」仕様の形態も発売された。

## 収録曲

### 初回限定盤
CD
1. gr8 story [3:32]
作詞：武瑠　作曲：yuji　編曲：SuG & Tom-H@ck
2. milk tune [3:35]
作詞：武瑠　作曲：yuji　編曲：SuG & Tom-H@ck

DVD
1. gr8 story (video clip)

### 通常盤
CD
1. gr8 story [3:32]
2. milk tune [3:35]
3. G☆E☆T☆G [3:37]
作詞：武瑠　作曲：masato　編曲：SuG & Tom-H@ck

### REBORN!盤
CD
1. gr8 story [3:32]
2. milk tune [3:35]